# Верхньотуломська ГЕС
Верхньотуломська ГЕС (рос. Верхне-Туломская ГЭС) — гідроелектростанція у Мурманській області Росії. Знаходячись перед Нижньотуломською ГЕС, становить верхній ступінь каскаду на річці Тулома, яка впадає до Кольської затоки Баренцового моря. Утворює Верхньотуломське водосховище.
У межах проєкту річку перекрили кам'яно-накидною греблею із земляним ядром висотою 47 метрів та довжиною 1310 метрів, до якої ліворуч прилягає бетонна водоскидна секція довжиною 185 метрів. Створений греблею підпір майже вдесятеро збільшив Нотозеро, з якого брала початок Тулома, та перетворив його на водосховище довжиною 120 км з площею поверхні від 550 км2 до 745 км2. Цей резервуар має об'єм у 11520 млн м3 та корисний об'єм 3860 млн м3, що забезпечується коливанням рівня між позначками 74 та 81 метр НРМ.
Ліворуч від греблі на глибині 50 метрів облаштували підземний машинний зал розмірами 93 × 19 метрів при висоті 37 метрів. Тут встановили чотири турбіни типу Каплан потужністю по 67 МВт, які використовують напір у 59 метрів та забезпечують виробництво 860 млн кВт·год електроенергії на рік. У другій половині 2010-х замовили модернізацію гідроагрегатів № 1 та 4, котра має збільшити їх потужність до 76,2 МВт.
Відпрацьована вода повертається у річку по відвідному тунелю довжиною 0,65 км та каналу довжиною 1,3 км.
Видача продукції відбувається по ЛЕП, розрахованій на роботу під напругою 150 кВ.